# Ossesio Silva
Ossesio José da Silva (Rio de Janeiro, 9 de dezembro de 1954) é um religioso e político brasileiro filiado ao Republicanos.

## Biografia
Em 1980, aos 26 anos passou a fazer parte da Igreja Universal do Reino de Deus, onde dez anos depois foi consagrado a pastor e poucos anos depois foi consagrado a bispo.
Em 2002, no estado da Bahia, Ossesio disputou seu primeiro cargo eletivo, o de Deputado Estadual, pelo PTB, tendo 28.117 votos, ficando como suplente.
Nas eleições de 2006, concorreu a uma vaga na Câmara dos Deputados pelo estado da Bahia, ficando na suplência, onde teve 65.347 votos para deputado federal, pelo PFL.
Em 2010, foi candidato a Deputado Estadual em Pernambuco, pelo Partido Republicano Brasileiro (PRB), onde recebeu 30.632 votos. Obteve, com esta votação, a quinta suplência da coligação, tendo sido convocado para assumir a vaga de deputado estadual no dia 03 de maio de 2011.
No dia 02 de janeiro de 2013, retornou para Casa de Joaquim Nabuco, onde fez parte da bancada estadual da Frente Popular, voltou para o mandato com as vitórias de parlamentares que disputaram a eleição municipal.
No ano de 2014, Ossesio foi eleito com, 49.993 votos, para o parlamento estadual pernambucano.
foi eleito Deputado Federal de Pernambuco nas Eleições de 2018 para o mandato 2019-2022.
Nas eleições de 2022, não foi reeleito, mas ficou como primeiro suplente do seu partido (Republicanos) com uma votação superior a 72 mil votos.
Com a posse de Silvio Costa Filho no Ministério dos Portos e Aeroportos em 13 de setembro de 2023, Ossesio assumiu seu segundo mandato na Câmara dos Deputados.